# Antonio Pedrero
Antonio Pedrero López (født 23. oktober 1991 i Terrassa) er en cykelrytter fra Spanien, der er på kontrakt hos Movistar Team.